# Caenobrunettia tropicalis
Caenobrunettia tropicalis är en tvåvingeart som beskrevs av Quate 1996. Caenobrunettia tropicalis ingår i släktet Caenobrunettia och familjen fjärilsmyggor.
Artens utbredningsområde är Costa Rica. Inga underarter finns listade i Catalogue of Life.